# Rothia tranquilla
Rothia tranquilla är en fjärilsart som beskrevs av Butler 1880. Rothia tranquilla ingår i släktet Rothia och familjen nattflyn. Inga underarter finns listade.